# Indiase anna

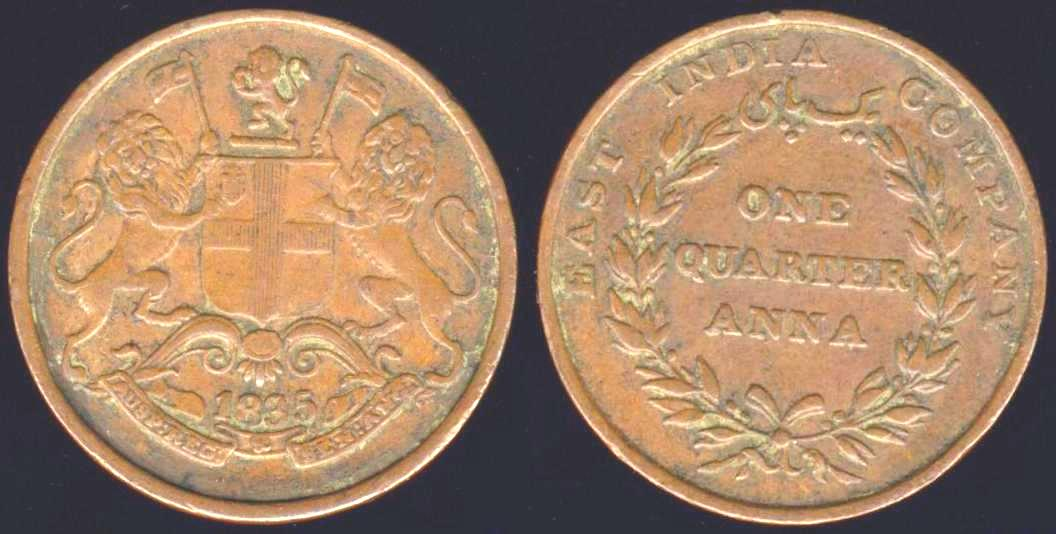
Koperen ¼ annamunt van de Britse Oost-Indische Compagnie, geslagen in 1835

De anna (Hindi: आना, ānā) is een historische munteenheid uit India. Ze werd vanaf 1906 - onder Britse overheersing - geslagen in koper-nikkel en was 1/16 roepie waard. 
De anna zelf werd onderverdeeld in 4 paisa. 
Reeds in de 19e eeuw bestonden er koperen stukken van 1/12, ¼ en ½ anna (de laatste vanaf 1835), evenals zilveren 2 annamunten (vanaf 1841). Van 1919 tot 1921 werden ook 4 anna- en 8 annamunten in koper-nikkel geslagen. In 1957 voerde India een decimaal muntsysteem in (waarbij 1 roepie = 100 paise) en schafte het land de anna als munteenheid af.
Ook de Pakistaanse roepie was tot 1961 in anna onderverdeeld. De Sri Lankaanse roepie, die op de Indiase roepie gebaseerd was, gebruikte zo'n indeling slechts een korte tijd, tot hij in 1869 gedecimaliseerd werd.